# Iroda Toʻlaganova
Iroda Toʻlaganova (auch Tulyaganova; * 7. Januar 1982 in Taschkent) ist eine ehemalige usbekische Tennisspielerin.

## Karriere
Toʻlaganova, die ebenso gern auf Sand- wie auf Hartplätzen spielte, begann im Alter von neun Jahren mit dem Tennissport.
1999 gewann sie bei den Juniorinnen die Wimbledon Championships im Einzel und die US Open im Doppel. Ab 1996 bestritt sie 45 Partien für die usbekische Fed-Cup-Mannschaft (die letzten drei nach ihrem Rücktritt 2010 im Februar 2012 alle im Doppel), von denen sie 25 gewinnen konnte.
In ihrer Karriere gewann sie auf der WTA Tour und auf ITF-Turnieren jeweils drei Einzel- und vier Doppeltitel. Ihre besten Weltranglistenpositionen erreichte sie im Jahr 2002 mit den Plätzen 16 im Einzel und 28 im Doppel.

## Turniersiege

### Einzel
| Nr. | Datum         | Turnier      | Kategorie    | Belag     | Finalgegnerin       | Ergebnis      |
| --- | ------------- | ------------ | ------------ | --------- | ------------------- | ------------- |
| 1.  | 18. Juni 2000 | Taschkent    | WTA Tier IVa | Hartplatz | Francesca Schiavone | 6:3, 2:6, 6:3 |
| 2.  | 15. Juli 2001 | Wien         | WTA Tier III | Sand      | Patty Schnyder      | 6:3, 6:2      |
| 3.  | 22. Juli 2001 | Knokke-Heist | WTA Tier IV  | Sand      | Gala León García    | 6:2, 6:3      |

### Doppel
| Nr. | Datum             | Turnier      | Kategorie    | Belag     | Partnerin          | Finalgegnerinnen                         | Ergebnis      |
| --- | ----------------- | ------------ | ------------ | --------- | ------------------ | ---------------------------------------- | ------------- |
| 1.  | 23. Juli 2000     | Knokke-Heist | WTA Tier IVb | Sand      | Giulia Casoni      | Catherine Barclay Eva Dyberg             | 2:6, 6:4, 6:4 |
| 2.  | 26. Mai 2001      | Straßburg    | WTA Tier III | Sand      | Silvia Farina Elia | Amanda Coetzer Lori McNeil               | 6:1, 7:60     |
| 3.  | 11. November 2001 | Pattaya      | WTA Tier V   | Hartplatz | Åsa Carlsson       | Liezel Huber Wynne Prakusya              | 4:6, 6:3, 6:3 |
| 4.  | 8. Februar 2003   | Hyderabad    | WTA Tier IV  | Hartplatz | Jelena Lichowzewa  | Jewgenija Kulikowskaja Tazzjana Putschak | 6:4, 6:4      |